# Liste der Gemarkungen im Enzkreis
Die Liste der Gemarkungen im Enzkreis umfasst die aktuellen Gemarkungen im baden-württembergischen Enzkreis nach den Angaben des Landesamtes für Geoinformation und Landentwicklung.
| Nr.    | Gemarkung     | AGS      | Gemeinde            | Fläche ha | Bevölkerung Zensus 2011-05-09 | WGS84                       |
| ------ | ------------- | -------- | ------------------- | --------- | ----------------------------- | --------------------------- |
| 083850 | Knittlingen   | 08236033 | Knittlingen         | 1930,5    | 5827                          | 49° 1′ 25″ N, 8° 46′ 5″ O   |
| 083851 | Freudenstein  | 08236033 | Knittlingen         | 561,73    | 1608                          | 49° 1′ 37″ N, 8° 49′ 0″ O   |
| 083852 | Kleinvillars  | 08236033 | Knittlingen         | 138,24    | 276                           | 49° 0′ 9″ N, 8° 44′ 36″ O   |
| 083860 | Sternenfels   | 08236061 | Sternenfels         | 699,52    | 1794                          | 49° 3′ 0″ N, 8° 51′ 24″ O   |
| 083861 | Diefenbach    | 08236061 | Sternenfels         | 1030,97   | 970                           | 49° 1′ 27″ N, 8° 52′ 0″ O   |
| 083870 | Maulbronn     | 08236038 | Maulbronn           | 1338,31   | 4164                          | 49° 0′ 2″ N, 8° 48′ 2″ O    |
| 083871 | Schmie        | 08236038 | Maulbronn           | 526,61    | 690                           | 48° 59′ 6″ N, 8° 49′ 24″ O  |
| 083872 | Zaisersweiher | 08236038 | Maulbronn           | 672,77    | 1519                          | 49° 0′ 25″ N, 8° 50′ 56″ O  |
| 083880 | Illingen      | 08236028 | Illingen            | 1762,14   | 6288                          | 48° 57′ 46″ N, 8° 54′ 48″ O |
| 083881 | Schützingen   | 08236028 | Illingen            | 1174,77   | 938                           | 48° 59′ 57″ N, 8° 54′ 4″ O  |
| 083885 | Ötisheim      | 08236050 | Ötisheim            | 1424,38   | 4738                          | 48° 57′ 48″ N, 8° 48′ 0″ O  |
| 083890 | Mühlacker     | 08236040 | Mühlacker           | 1614,88   | 13722                         | 48° 56′ 21″ N, 8° 50′ 29″ O |
| 083891 | Enzberg       | 08236040 | Mühlacker           | 541,11    | 3836                          | 48° 56′ 25″ N, 8° 47′ 39″ O |
| 083892 | Großglattbach | 08236040 | Mühlacker           | 815,68    | 1294                          | 48° 54′ 43″ N, 8° 53′ 37″ O |
| 083893 | Lienzingen    | 08236040 | Mühlacker           | 1108,29   | 2125                          | 48° 58′ 44″ N, 8° 51′ 23″ O |
| 083894 | Lomersheim    | 08236040 | Mühlacker           | 653,76    | 2734                          | 48° 56′ 3″ N, 8° 52′ 17″ O  |
| 083895 | Mühlhausen    | 08236040 | Mühlacker           | 693,94    | 987                           | 48° 56′ 46″ N, 8° 53′ 24″ O |
| 083905 | Dürrn         | 08236075 | Ölbronn-Dürrn       | 862,02    | 1769                          | 48° 57′ 22″ N, 8° 45′ 11″ O |
| 083906 | Ölbronn       | 08236075 | Ölbronn-Dürrn       | 700,38    | 1622                          | 48° 59′ 6″ N, 8° 45′ 25″ O  |
| 083910 | Bauschlott    | 08236073 | Neulingen           | 785,97    | 3235                          | 48° 58′ 29″ N, 8° 43′ 41″ O |
| 083911 | Göbrichen     | 08236073 | Neulingen           | 926,8     | 2093                          | 48° 56′ 56″ N, 8° 42′ 32″ O |
| 083912 | Nußbaum       | 08236073 | Neulingen           | 604,73    | 1240                          | 48° 59′ 6″ N, 8° 41′ 33″ O  |
| 083920 | Kieselbronn   | 08236031 | Kieselbronn         | 862,23    | 2978                          | 48° 56′ 5″ N, 8° 45′ 8″ O   |
| 083925 | Königsbach    | 08236076 | Königsbach-Stein    | 1418,55   | 5227                          | 48° 58′ 18″ N, 8° 36′ 21″ O |
| 083926 | Stein         | 08236076 | Königsbach-Stein    | 1944,34   | 4521                          | 48° 58′ 22″ N, 8° 39′ 22″ O |
| 083930 | Eisingen      | 08236011 | Eisingen            | 802,93    | 4518                          | 48° 56′ 40″ N, 8° 40′ 35″ O |
| 083935 | Bilfingen     | 08236074 | Kämpfelbach         | 483,99    | 2520                          | 48° 56′ 38″ N, 8° 37′ 17″ O |
| 083936 | Ersingen      | 08236074 | Kämpfelbach         | 876,38    | 3816                          | 48° 55′ 42″ N, 8° 37′ 52″ O |
| 083940 | Nöttingen     | 08236071 | Remchingen          | 965,73    | 3003                          | 48° 55′ 41″ N, 8° 34′ 2″ O  |
| 083941 | Singen        | 08236071 | Remchingen          | 704,11    | 3696                          | 48° 57′ 44″ N, 8° 33′ 54″ O |
| 083942 | Wilferdingen  | 08236071 | Remchingen          | 733,93    | 4928                          | 48° 56′ 27″ N, 8° 35′ 10″ O |
| 083950 | Ispringen     | 08236030 | Ispringen           | 821,01    | 5899                          | 48° 55′ 26″ N, 8° 40′ 28″ O |
| 083955 | Niefern       | 08236046 | Niefern-Öschelbronn | 1183,23   | 8213                          | 48° 54′ 41″ N, 8° 47′ 4″ O  |
| 083956 | Öschelbronn   | 08236046 | Niefern-Öschelbronn | 1016,73   | 3545                          | 48° 54′ 12″ N, 8° 48′ 56″ O |
| 083960 | Wiernsheim    | 08236065 | Wiernsheim          | 2457,44   | 6326                          | 48° 53′ 19″ N, 8° 52′ 24″ O |
| 083970 | Wurmberg      | 08236068 | Wurmberg            | 734,83    | 2972                          | 48° 52′ 26″ N, 8° 48′ 48″ O |
| 083975 | Mönsheim      | 08236039 | Mönsheim            | 1676,7    | 2644                          | 48° 51′ 30″ N, 8° 52′ 5″ O  |
| 083980 | Wimsheim      | 08236067 | Wimsheim            | 804,9     | 2629                          | 48° 51′ 10″ N, 8° 48′ 52″ O |
| 083985 | Friolzheim    | 08236019 | Friolzheim          | 853,11    | 3674                          | 48° 50′ 6″ N, 8° 49′ 30″ O  |
| 083990 | Heimsheim     | 08236025 | Heimsheim           | 1428,33   | 4941                          | 48° 48′ 48″ N, 8° 51′ 59″ O |
| 084000 | Dietenhausen  | 08236070 | Keltern             | 109,27    | 368                           | 48° 54′ 54″ N, 8° 33′ 9″ O  |
| 084001 | Dietlingen    | 08236070 | Keltern             | 1250,41   | 3960                          | 48° 53′ 52″ N, 8° 36′ 30″ O |
| 084002 | Ellmendingen  | 08236070 | Keltern             | 750,66    | 2425                          | 48° 54′ 14″ N, 8° 33′ 41″ O |
| 084003 | Niebelsbach   | 08236070 | Keltern             | 371,96    | 962                           | 48° 53′ 2″ N, 8° 33′ 49″ O  |
| 084004 | Weiler        | 08236070 | Keltern             | 496,57    | 1364                          | 48° 53′ 25″ N, 8° 32′ 4″ O  |
| 084010 | Birkenfeld    | 08236004 | Birkenfeld          | 874,35    | 7628                          | 48° 52′ 18″ N, 8° 37′ 46″ O |
| 084011 | Gräfenhausen  | 08236004 | Birkenfeld          | 1027,44   | 2629                          | 48° 52′ 11″ N, 8° 35′ 24″ O |
| 084020 | Conweiler     | 08236072 | Straubenhardt       | 620,93    | 2468                          | 48° 49′ 55″ N, 8° 31′ 52″ O |
| 084021 | Feldrennach   | 08236072 | Straubenhardt       | 709,33    | 2593                          | 48° 50′ 36″ N, 8° 31′ 14″ O |
| 084022 | Langenalb     | 08236072 | Straubenhardt       | 902,38    | 1495                          | 48° 50′ 15″ N, 8° 29′ 41″ O |
| 084023 | Ottenhausen   | 08236072 | Straubenhardt       | 636,11    | 1520                          | 48° 52′ 9″ N, 8° 32′ 34″ O  |
| 084024 | Schwann       | 08236072 | Straubenhardt       | 436,49    | 2596                          | 48° 50′ 35″ N, 8° 33′ 4″ O  |
| 084030 | Neuenbürg     | 08236043 | Neuenbürg           | 649,03    | 3429                          | 48° 50′ 19″ N, 8° 35′ 27″ O |
| 084031 | Arnbach       | 08236043 | Neuenbürg           | 415,65    | 2453                          | 48° 51′ 1″ N, 8° 34′ 10″ O  |
| 084032 | Dennach       | 08236043 | Neuenbürg           | 1180,6    | 718                           | 48° 48′ 36″ N, 8° 32′ 56″ O |
| 084033 | Waldrennach   | 08236043 | Neuenbürg           | 567,73    | 708                           | 48° 49′ 38″ N, 8° 36′ 16″ O |
| 084040 | Engelsbrand   | 08236013 | Engelsbrand         | 652,21    | 1753                          | 48° 50′ 9″ N, 8° 38′ 8″ O   |
| 084041 | Grunbach      | 08236013 | Engelsbrand         | 583,12    | 1603                          | 48° 49′ 34″ N, 8° 40′ 42″ O |
| 084042 | Salmbach      | 08236013 | Engelsbrand         | 280,98    | 886                           | 48° 49′ 16″ N, 8° 39′ 13″ O |
| 084050 | Tiefenbronn   | 08236062 | Tiefenbronn         | 776,92    | 2318                          | 48° 49′ 35″ N, 8° 48′ 9″ O  |
| 084051 | Lehningen     | 08236062 | Tiefenbronn         | 262,56    | 1091                          | 48° 47′ 40″ N, 8° 48′ 50″ O |
| 084052 | Mühlhausen    | 08236062 | Tiefenbronn         | 437,64    | 1667                          | 48° 48′ 35″ N, 8° 49′ 23″ O |
| 084060 | Neuhausen     | 08236044 | Neuhausen           | 1576,26   | 1951                          | 48° 47′ 53″ N, 8° 46′ 0″ O  |
| 084061 | Hamberg       | 08236044 | Neuhausen           | 766,98    | 1003                          | 48° 49′ 26″ N, 8° 45′ 58″ O |
| 084062 | Schellbronn   | 08236044 | Neuhausen           | 367,24    | 1418                          | 48° 48′ 58″ N, 8° 44′ 23″ O |
| 084063 | Steinegg      | 08236044 | Neuhausen           | 262,18    | 874                           | 48° 48′ 35″ N, 8° 47′ 33″ O |